# 基氏短吻獅子魚
基氏短吻獅子魚，為輻鰭魚綱鮋形目杜父魚亞目獅子魚科的其中一種，分布於西北大西洋的巴芬灣海域，棲息深度952-1487公尺，為深海底棲性魚類，體長可達9.5公分，屬肉食性，生活習性不明。

## 擴展閱讀
維基物種上的相關：基氏短吻獅子魚